# Bengt Germundsson
Bengt Ingemar Germundsson, född 5 maj 1957 i Traryds församling i Kronobergs län, är en svensk tandläkare och politiker för Kristdemokraterna (KD). Han är andre vice partiordförande för KD sedan rikstinget i Umeå i november 2019.

## Biografi
Sedan 2003 är han kommunalråd och kommunstyrelsens ordförande i Markaryds kommun, en kommun där Kristdemokraterna är största parti i kommunpolitiken med en röstandel på över fyrtio procent. KD styr kommunen tillsammans med C och M och Germundsson uttalade 2016 att man "inte förlorat en votering på 16 år".
Sedan 2005 har han varit med i Kristdemokraternas partistyrelse, där han 2019 blev andre vice partiordförande efter Lars Adaktusson.
År 2011 blev han ersättare i förbundsstyrelsen för Sveriges Kommuner och Regioner och är (2020) ordinarie ledamot i dess styrelse.